# Christof Geiß

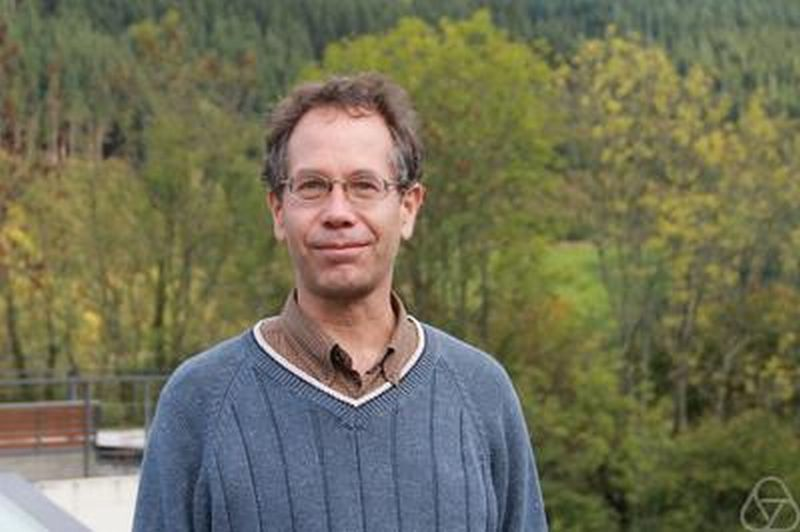
Christof Geiß 2013

Christof Geiß, auch Geiss oder Geiß Hahn (* 1964) ist ein deutscher Mathematiker.
Geiß studierte Mathematik an der Universität Bayreuth, an der er 1990 sein Diplom erhielt (Diplomarbeit: Darstellungsendliche Algebren und multiplikative Basen) und 1993 bei Wolfgang Erich Müller promoviert wurde (Tame distribute algebras and related topics). Er forscht und lehrt an der Universidad Nacional Autónoma de México, an der er schon 1991/92 studierte und 1993 Assistent wurde. Er ist dort Investigador Titular C.
Er befasst sich mit Cluster-Algebren in der Lie-Theorie und deren Kategorifizierung, präprojektiven Algebren und Köchern (Quiver) in Verbindung mit symmetresierbaren Cartan-Matrizen.
Geiß ist eingeladener Sprecher auf dem Internationalen Mathematikerkongress 2018 (Quivers with relations for symmetrizable Cartan matrices and algebraic Lie Theory).

## Schriften
- mit Bernard Leclerc, Jan Schröer: Rigid modules over preprojective algebras, Inventiones mathematicae, Band 165, 2006, S. 589–632, Arxiv
- mit B. Leclerc, J. Schröer: Kac–Moody groups and cluster algebras, Advances in Mathematics, Band 228, 2011, S. 329–433, Arxiv
- mit B. Leclerc, J. Schröer: Semicanonical bases and preprojective algebras, Annales Scientifiques de l’Ecole Normale Supérieure, Band 38, 2005, S. 193–253, Arxiv, Teil 2, Arxiv
- mit B. Leclerc, J. Schröer: Cluster algebra structures and semicanonical bases for unipotent groups, Arxiv 2007
- mit Leclerc, Schröer: Cluster algebras in algebraic Lie theory, Transformation Groups, Band 18, 2013, S. 149–178,  Arxiv